# Bob Ellis
Pour les articles homonymes, voir Ellis.
Robert James Ellis  dit Bob Ellis est un acteur, réalisateur et scénariste australien, né le 10 mai 1942 à Lismore (Nouvelle-Galles du Sud) et mort le 3 avril 2016 à Palm Beach (Nouvelle-Galles-du-Sud).

## Biographie

### Mort
Le 3 avril 2016, Bob Ellis décède d'un cancer du foie à Palm Beach. 

## Filmographie

### comme scénariste
- 1996 : Down Rusty Down : Earl
- 1978 : Newsfront
- 1980 : ...Maybe This Time
- 1983 : The Winds of Jarrah
- 1983 : Man of Flowers
- 1983 : Goodbye Paradise
- 1984 : Le Pays où rêvent les fourmis vertes
- 1984 : My First Wife
- 1985 : Winners: Top Kid (TV)
- 1985 : Unfinished Business
- 1986 : Cactus
- 1987 : Perhaps Love (TV)
- 1988 : Warm Nights on a Slow Moving Train
- 1988 : True Believers (feuilleton TV)
- 1993 : The Nostradamus Kid
- 1994 : Ebbtide

### comme acteur
- 1983 : Man of Flowers : Psychiatrist
- 1984 : Le Pays où rêvent les fourmis vertes : Supermarket manager
- 1985 : Remember Me (TV) : Gerry
- 1985 : Winners (série TV) : Well-dressed Man (segment 4: The Paper Boy)
- 1985 : Unfinished Business : Geoff's flatmate
- 1986 : I Own the Racecourse (TV) : Renehan
- 1987 : Dear Cardholder : Terence
- 1989 : Mortgage (TV) : Philosophical Drunk
- 1993 : The Nostradamus Kid : Pyjama Man

### comme réalisateur
- 1985 : Unfinished Business
- 1988 : Warm Nights on a Slow Moving Train
- 1993 : The Nostradamus Kid